# Triều Tiên tại Thế vận hội Mùa đông 2018
Một đội tuyển thống nhất của Hàn Quốc và Bắc Triều Tiên đã thi đấu với tên gọi "Triều Tiên" tại Thế vận hội Mùa đông 2018 ở môn khúc côn cầu trên băng.
Tại Thế vận hội Mùa đông 2018, các đoàn đại biểu của cả chủ nhà Hàn Quốc và Bắc Triều Tiên đã cùng nhau diễu hành trong lễ khai mạc dưới lá cờ Triều Tiên thống nhất.

## Bối cảnh
Vào tháng 1 năm 2018, đã có thông báo rằng đội tuyển khúc côn cầu trên băng quốc gia nữ Hàn Quốc sẽ kết hợp với một nhóm các cầu thủ của đội tuyển khúc côn cầu trên băng nữ quốc gia Bắc Triều Tiên để tạo thành một đội tuyển Triều Tiên thống nhất để thi đấu. Họ tranh tài dưới mã quốc gia "COR", viết tắt của từ tiếng Pháp Corée (mã quốc gia "KOR" đã được sử dụng cho Hàn Quốc; trong khi đó Bắc Triều Tiên sử dụng mã "PRK"). Bài "quốc ca" được vang lên khi đội tuyển Triều Tiên chào cờ sẽ là bài dân ca "Arirang" (bài hát tượng trưng cho sự thống nhất của 2 miền Triều Tiên) thay vì quốc ca của Hàn Quốc hoặc Bắc Triều Tiên. Đồng phục của đội in hình dáng lãnh thổ của bán đảo Triều Tiên với dòng chữ "Korea". Do các lệnh trừng phạt của Mỹ đối với Triều Tiên đang diễn ra ở thời điểm đó, vậy nên bộ đồng phục được sản xuất bởi một công ty Phần Lan thay vì nhà tài trợ chính thức là Nike.
Trận đấu đầu tiên của đội tuyển khúc côn cầu trên băng nữ Triều Tiên thống nhất có sự dự khán của nhiều quan chức cấp cao, bao gồm Chủ tịch Ủy ban Olympic Quốc tế Thomas Bach, Tổng thống Hàn Quốc Moon Jae-in, Ủy viên trưởng Ủy ban Thường vụ Hội đồng Nhân dân Tối cao Triều Tiên Kim Yong-nam và Bộ trưởng Bộ Tuyên truyền & Cổ động của Đảng Lao động Triều Tiên Kim Yo-jong.

## Vận động viên
Dưới đây là danh sách các vận động viên góp mặt trong thành phần đội tuyển Triều Tiên thống nhất.
| Môn thể thao           | Nam | Nữ                                   | Tổng số |
| ---------------------- | --- | ------------------------------------ | ------- |
| Khúc côn cầu trên băng | 0   | Hàn Quốc: 23 · CHDCND Triều Tiên: 12 | 35      |
| Tổng số                | 0   | 35                                   | 35      |

## Khúc côn cầu trên băng
Tóm lược
Các ký hiệu:
- OT – Hiệp phụ
- GWS – Luân lưu

| Đội        | Nội dung        | Vòng bảng       | Vòng bảng         | Vòng bảng        | Vòng bảng | Tứ kết        | Bán kết / Pl.   | Chung kết / BM / Pl. | Chung kết / BM / Pl. |
| Đội        | Nội dung        | Đối thủ Tỉ số   | Đối thủ Tỉ số     | Đối thủ Tỉ số    | Hạng      | Đối thủ Tỉ số | Đối thủ Tỉ số   | Đối thủ Tỉ số        | Hạng                 |
| ---------- | --------------- | --------------- | ----------------- | ---------------- | --------- | ------------- | --------------- | -------------------- | -------------------- |
| Triều Tiên | Khúc côn cầu nữ | Thụy Sĩ · B 0–8 | Thụy Điển · B 0–8 | Nhật Bản · B 1–4 | 4         | —             | Thụy Sĩ · B 0–2 | Thụy Điển · B 1–6    | 8                    |

### Khúc côn cầu trên băng nữ
Hàn Quốc giành quyền tham dự với tư cách chủ nhà. Từ danh sách gồm 35 cầu thủ, sẽ có ít nhất ba cầu thủ của Bắc Triều Tiên được chọn cho mỗi trận đấu.

#### Danh sách vận động viên
- Nội dung đồng đội nữ - 1 đội có 35 cầu thủ

Dưới đây là đội hình Hàn Quốc/Bắc Triều Tiên tham dự giải khúc côn cầu trên băng nữ tại Thế vận hội Mùa đông 2018.
Huấn luyện viên trưởng:  Sarah Murray     Trợ lý huấn luyện viên:  Kim Do-yun,  Pak Chol-ho,  Rebecca Baker
| Số | Vị trí | Tên                | Chiều cao       | Cân nặng       | Ngày sinh            | Câu lạc bộ   |
| -- | ------ | ------------------ | --------------- | -------------- | -------------------- | ------------ |
| 1  | G      | Genevieve Knowles  | 1,60 m (5,2 ft) | 60 kg (130 lb) | 25 tháng 4 năm 2000  | Phoenix      |
| 2  | F      | Ko Hye-in          | 1,63 m (5,3 ft) | 68 kg (150 lb) | 18 tháng 7 năm 1994  | Ice Avengers |
| 3  | D      | Eom Su-yeon        | 1,68 m (5,5 ft) | 60 kg (130 lb) | 1 tháng 2 năm 2001   | Ice Avengers |
| 4  | F      | Kim Un-hyang       | 1,57 m (5,2 ft) | 59 kg (130 lb) | 10 tháng 12 năm 1992 | Kanggye      |
| 5  | F      | Caroline Park      | 1,59 m (5,2 ft) | 56 kg (123 lb) | 18 tháng 11 năm 1989 | Phoenix      |
| 6  | F      | Choi Yu-jung       | 1,56 m (5,1 ft) | 56 kg (123 lb) | 27 tháng 3 năm 2000  | Ice Beat     |
| 7  | F      | Danelle Im         | 1,62 m (5,3 ft) | 55 kg (121 lb) | 21 tháng 1 năm 1993  | Phoenix      |
| 8  | D      | Kim Se-lin         | 1,56 m (5,1 ft) | 60 kg (130 lb) | 3 tháng 4 năm 2000   | Ice Avengers |
| 9  | F      | Park Jong-ah – C   | 1,60 m (5,2 ft) | 59 kg (130 lb) | 13 tháng 6 năm 1996  | Ice Avengers |
| 10 | F      | Choi Ji-yeon       | 1,59 m (5,2 ft) | 52 kg (115 lb) | 21 tháng 8 năm 1998  | Ice Avengers |
| 11 | D      | Park Ye-eun        | 1,62 m (5,3 ft) | 54 kg (119 lb) | 28 tháng 5 năm 1996  | Ice Beat     |
| 12 | F      | Kim Hee-won        | 1,64 m (5,4 ft) | 55 kg (121 lb) | 1 tháng 8 năm 2001   | Ice Avengers |
| 13 | F      | Lee Eun-ji         | 1,54 m (5,1 ft) | 48 kg (106 lb) | 8 tháng 3 năm 2001   | Phoenix      |
| 14 | F      | Ryo Song-hui       | 1,57 m (5,2 ft) | 61 kg (134 lb) | 15 tháng 1 năm 1994  | Taesongsan   |
| 15 | D      | Park Chae-lin      | 1,58 m (5,2 ft) | 52 kg (115 lb) | 17 tháng 12 năm 1998 | Ice Beat     |
| 16 | F      | Jo Su-sie – A      | 1,62 m (5,3 ft) | 55 kg (121 lb) | 9 tháng 9 năm 1994   | Ice Beat     |
| 17 | F      | Han Soo-jin        | 1,69 m (5,5 ft) | 63 kg (139 lb) | 22 tháng 9 năm 1987  | Ice Beat     |
| 18 | F      | Kim Un-jong        | 1,56 m (5,1 ft) | 63 kg (139 lb) | 28 tháng 10 năm 1992 | Taesongsan   |
| 20 | G      | Han Do-hee         | 1,59 m (5,2 ft) | 60 kg (130 lb) | 16 tháng 11 năm 1994 | Ice Avengers |
| 21 | F      | Lee Yeon-jeong     | 1,60 m (5,2 ft) | 52 kg (115 lb) | 2 tháng 11 năm 1994  | Ice Beat     |
| 22 | F      | Jung Si-yun        | 1,71 m (5,6 ft) | 64 kg (141 lb) | 8 tháng 9 năm 2000   | Ice Avengers |
| 23 | D      | Park Yoon-jung – A | 1,71 m (5,6 ft) | 65 kg (143 lb) | 18 tháng 12 năm 1992 | Phoenix      |
| 24 | D      | Cho Mi-hwan        | 1,60 m (5,2 ft) | 58 kg (128 lb) | 30 tháng 3 năm 1995  | Ice Avengers |
| 25 | G      | Ri Pom             | 1,63 m (5,3 ft) | 62 kg (137 lb) | 28 tháng 5 năm 1995  | Sajabong     |
| 26 | F      | Kim Hyang-mi       | 1,62 m (5,3 ft) | 72 kg (159 lb) | 10 tháng 2 năm 1995  | Taesongsan   |
| 27 | F      | Jong Su-hyon       | 1,60 m (5,2 ft) | 58 kg (128 lb) | 10 tháng 10 năm 1996 | Taesongsan   |
| 29 | F      | Lee Jin-gyu        | 1,63 m (5,3 ft) | 59 kg (130 lb) | 13 tháng 1 năm 2000  | Phoenix      |
| 31 | G      | Shin So-jung       | 1,65 m (5,4 ft) | 63 kg (139 lb) | 4 tháng 3 năm 1990   | Ice Beat     |
| 32 | D      | Jin Ok             | 1,58 m (5,2 ft) | 56 kg (123 lb) | 28 tháng 1 năm 1990  | Kanggye      |
| 33 | F      | Choe Un-gyong      | 1,52 m (5,0 ft) | 52 kg (115 lb) | 29 tháng 1 năm 1994  | Susan        |
| 37 | F      | Randi Griffin      | 1,65 m (5,4 ft) | 58 kg (128 lb) | 2 tháng 9 năm 1988   | Phoenix      |
| 39 | F      | Hwang Chung-gum    | 1,63 m (5,3 ft) | 59 kg (130 lb) | 11 tháng 9 năm 1995  | Taesongsan   |
| 41 | D      | Hwang Sol-gyong    | 1,60 m (5,2 ft) | 60 kg (130 lb) | 9 tháng 1 năm 1997   | Jangjasan    |
| 42 | D      | Ryu Su-jong        | 1,60 m (5,2 ft) | 59 kg (130 lb) | 24 tháng 7 năm 1995  | Kimchaek     |
| 47 | D      | Choe Jong-hui      | 1,58 m (5,2 ft) | 62 kg (137 lb) | 12 tháng 12 năm 1991 | Kimchaek     |

#### Vòng bảng
| VT | Đội            | Tr | T | THP | BHP | B | BT | BB | BHS | Đ | Giành quyền tham dự |
| -- | -------------- | -- | - | --- | --- | - | -- | -- | --- | - | ------------------- |
| 1  | Thụy Sĩ        | 3  | 3 | 0   | 0   | 0 | 13 | 2  | +11 | 9 | Tứ kết              |
| 2  | Thụy Điển      | 3  | 2 | 0   | 0   | 1 | 11 | 3  | +8  | 6 | Tứ kết              |
| 3  | Nhật Bản       | 3  | 1 | 0   | 0   | 2 | 6  | 6  | 0   | 3 | Phân hạng           |
| 4  | Triều Tiên (H) | 3  | 0 | 0   | 0   | 3 | 1  | 20 | −19 | 0 | Phân hạng           |

| 10 tháng 2 năm 2018 21:10 | Thụy Sĩ | 8–0 (3–0, 3–0, 2–0) | Triều Tiên | Kwandong Hockey Centre, Gangneung Số khán giả: 3.606 |

| Nguồn | Nguồn              | Nguồn   | Nguồn        | Nguồn                                                                                      |
| --- | ------------------ | ------- | ------------ | ------------------------------------------------------------------------------------------ |
| | Florence Schelling | Thủ môn | Shin So-jung | Trọng tài: Dina Allen Gabrielle Ariano-Lortie Trọng tài biên: Jessica Leclerc Justine Todd |
| \| Müller (S. Benz) (SH) – 10:23 \| 1–0 \| \| \| Müller (S. Benz, Stalder) – 11:24 \| 2–0 \| \| \| Müller (S. Benz, Meier) – 19:49 \| 3–0 \| \| \| Müller – 21:26 \| 4–0 \| \| \| Stänz (Raselli) – 22:21 \| 5–0 \| \| \| Stänz (Raselli) – 37:19 \| 6–0 \| \| \| Stalder (Meier, Müller) (PP) – 49:42 \| 7–0 \| \| \| Stalder (Müller) – 51:48 \| 8–0 \| \| |                    |         |              | Trọng tài: Dina Allen Gabrielle Ariano-Lortie Trọng tài biên: Jessica Leclerc Justine Todd |
| 12 phút | Số phút bị phạt    | 6 phút  |              | Trọng tài: Dina Allen Gabrielle Ariano-Lortie Trọng tài biên: Jessica Leclerc Justine Todd |
| 52 | Số cú đánh         | 8       |              | Trọng tài: Dina Allen Gabrielle Ariano-Lortie Trọng tài biên: Jessica Leclerc Justine Todd |
| Müller (S. Benz) (SH) – 10:23 | 1–0                |         |              | Trọng tài: Dina Allen Gabrielle Ariano-Lortie Trọng tài biên: Jessica Leclerc Justine Todd |
| Müller (S. Benz, Stalder) – 11:24 | 2–0                |         |              | Trọng tài: Dina Allen Gabrielle Ariano-Lortie Trọng tài biên: Jessica Leclerc Justine Todd |
| Müller (S. Benz, Meier) – 19:49 | 3–0                |         |              | Trọng tài: Dina Allen Gabrielle Ariano-Lortie Trọng tài biên: Jessica Leclerc Justine Todd |
| Müller – 21:26 | 4–0                |         |              |                                                                                            |
| Stänz (Raselli) – 22:21 | 5–0                |         |              |                                                                                            |
| Stänz (Raselli) – 37:19 | 6–0                |         |              |                                                                                            |
| Stalder (Meier, Müller) (PP) – 49:42 | 7–0                |         |              |                                                                                            |
| Stalder (Müller) – 51:48 | 8–0                |         |              |                                                                                            |

| 12 tháng 2 năm 2018 21:10 | Thụy Điển | 8–0 (4–0, 1–0, 3–0) | Triều Tiên | Kwandong Hockey Centre, Gangneung Số khán giả: 4,244 |

| Nguồn | Nguồn           | Nguồn   | Nguồn        | Nguồn                                                                                                   |
| --- | --------------- | ------- | ------------ | --- |
| | Sara Grahn      | Thủ môn | Shin So-jung | Trọng tài: Gabrielle Ariano-Lortie Drahomira Fialova Trọng tài biên: Johanna Tauriainen Jessica Leclerc |
| \| Nylén Persson (Alasalmi) (PP) – 04:00 \| 1–0 \| \| \| Lundberg (Rask, Grahm) – 09:47 \| 2–0 \| \| \| Fällman (Rask, Küller) – 10:17 \| 3–0 \| \| \| Udén Johansson (Johansson) – 17:04 \| 4–0 \| \| \| Winberg (Lundberg, Alasalmi) – 24:08 \| 5-0 \| \| \| Nordin (Winberg) – 41:09 \| 6–0 \| \| \| Winberg (Grahm, Nordin) – 41:45 \| 7–0 \| \| \| Stenberg (Winberg) – 45:34 \| 8–0 \| \| |                 |         |              | Trọng tài: Gabrielle Ariano-Lortie Drahomira Fialova Trọng tài biên: Johanna Tauriainen Jessica Leclerc |
| 8 phút | Số phút bị phạt | 6 phút  |              | Trọng tài: Gabrielle Ariano-Lortie Drahomira Fialova Trọng tài biên: Johanna Tauriainen Jessica Leclerc |
| 50 | Số cú đánh      | 19      |              | Trọng tài: Gabrielle Ariano-Lortie Drahomira Fialova Trọng tài biên: Johanna Tauriainen Jessica Leclerc |
| Nylén Persson (Alasalmi) (PP) – 04:00 | 1–0             |         |              | Trọng tài: Gabrielle Ariano-Lortie Drahomira Fialova Trọng tài biên: Johanna Tauriainen Jessica Leclerc |
| Lundberg (Rask, Grahm) – 09:47 | 2–0             |         |              | Trọng tài: Gabrielle Ariano-Lortie Drahomira Fialova Trọng tài biên: Johanna Tauriainen Jessica Leclerc |
| Fällman (Rask, Küller) – 10:17 | 3–0             |         |              | Trọng tài: Gabrielle Ariano-Lortie Drahomira Fialova Trọng tài biên: Johanna Tauriainen Jessica Leclerc |
| Udén Johansson (Johansson) – 17:04 | 4–0             |         |              | |
| Winberg (Lundberg, Alasalmi) – 24:08 | 5-0             |         |              | |
| Nordin (Winberg) – 41:09 | 6–0             |         |              | |
| Winberg (Grahm, Nordin) – 41:45 | 7–0             |         |              | |
| Stenberg (Winberg) – 45:34 | 8–0             |         |              | |

| 14 tháng 2 năm 2018 16:40 | Triều Tiên | 1–4 (0–2, 1–0, 0–2) | Nhật Bản | Kwandong Hockey Centre, Gangneung Số khán giả: 4.110 |

| Nguồn | Nguồn           | Nguồn                                     | Nguồn         | Nguồn                                                                                         |
| --- | --------------- | ----------------------------------------- | ------------- | --------------------------------------------------------------------------------------------- |
| | Shin So-jung    | Thủ môn                                   | Akane Konishi | Trọng tài: Drahomira Fialova Nicole Hertrich Trọng tài biên: Jessica Leclerc Zuzana Svobodová |
| \| \| 0–1 \| 01:07 – Kubo (H. Toko, Ukita) \| \| \| 0–2 \| 03:58 – Ono (Koike, Yoneyama) (PP) \| \| Griffin (Park Yo.) – 29:31 \| 1–2 \| \| \| \| 1–3 \| 51:42 – Koike (Hosoyamada, Yoneyama) (PP) \| \| \| 1–4 \| 58:33 – Ukita (ENG) \| |                 |                                           |               | Trọng tài: Drahomira Fialova Nicole Hertrich Trọng tài biên: Jessica Leclerc Zuzana Svobodová |
| 6 phút | Số phút bị phạt | 4 phút                                    |               | Trọng tài: Drahomira Fialova Nicole Hertrich Trọng tài biên: Jessica Leclerc Zuzana Svobodová |
| 13 | Số cú đánh      | 44                                        |               | Trọng tài: Drahomira Fialova Nicole Hertrich Trọng tài biên: Jessica Leclerc Zuzana Svobodová |
| | 0–1             | 01:07 – Kubo (H. Toko, Ukita)             |               | Trọng tài: Drahomira Fialova Nicole Hertrich Trọng tài biên: Jessica Leclerc Zuzana Svobodová |
| | 0–2             | 03:58 – Ono (Koike, Yoneyama) (PP)        |               | Trọng tài: Drahomira Fialova Nicole Hertrich Trọng tài biên: Jessica Leclerc Zuzana Svobodová |
| Griffin (Park Yo.) – 29:31 | 1–2             |                                           |               | Trọng tài: Drahomira Fialova Nicole Hertrich Trọng tài biên: Jessica Leclerc Zuzana Svobodová |
| | 1–3             | 51:42 – Koike (Hosoyamada, Yoneyama) (PP) |               |                                                                                               |
| | 1–4             | 58:33 – Ukita (ENG)                       |               |                                                                                               |

#### Bán kết tranh hạng 5–8
| 18 tháng 2 năm 2018 12:10 | Thụy Sĩ | 2–0 (1–0, 1–0, 0–0) | Triều Tiên | Kwandong Hockey Centre, Gangneung Số khán giả: 3.811 |

| Nguồn | Nguồn           | Nguồn   | Nguồn        | Nguồn                                                                                                  |
| --- | --------------- | ------- | ------------ | --- |
| | Janine Alder    | Thủ môn | Shin So-jung | Trọng tài: Gabrielle Ariano-Lortie Katarina Timglas Trọng tài biên: Jenni Heikkinen Veronica Johansson |
| \| Zollinger (Bullo, L. Benz) (PP) – 16:35 \| 1–0 \| \| \| Raselli (Rüegg, Altmann) – 38:52 \| 2–0 \| \| |                 |         |              | Trọng tài: Gabrielle Ariano-Lortie Katarina Timglas Trọng tài biên: Jenni Heikkinen Veronica Johansson |
| 2 phút                                                                                                   | Số phút bị phạt | 8 phút  |              | Trọng tài: Gabrielle Ariano-Lortie Katarina Timglas Trọng tài biên: Jenni Heikkinen Veronica Johansson |
| 53 | Số cú đánh      | 19      |              | Trọng tài: Gabrielle Ariano-Lortie Katarina Timglas Trọng tài biên: Jenni Heikkinen Veronica Johansson |
| Zollinger (Bullo, L. Benz) (PP) – 16:35                                                                  | 1–0             |         |              | Trọng tài: Gabrielle Ariano-Lortie Katarina Timglas Trọng tài biên: Jenni Heikkinen Veronica Johansson |
| Raselli (Rüegg, Altmann) – 38:52                                                                         | 2–0             |         |              | Trọng tài: Gabrielle Ariano-Lortie Katarina Timglas Trọng tài biên: Jenni Heikkinen Veronica Johansson |

#### Tranh hạng 7
| 20 tháng 2 năm 2018 12:10 | Thụy Điển | 6–1 (2–1, 1–0, 3–0) | Triều Tiên | Kwandong Hockey Centre, Gangneung Số khán giả: 4.125 |

| Nguồn | Nguồn                         | Nguồn                         | Nguồn                   | Nguồn                                                                               |
| --- | ----------------------------- | ----------------------------- | ----------------------- | ----------------------------------------------------------------------------------- |
| | Minatsu Murase Sarah Berglind | Thủ môn                       | Shin So-jung Han Do-hee | Trọng tài: Drahomira Fialova Aina Hove Trọng tài biên: Jenni Heikkinen Nataša Pagon |
| \| Küller (Rask, Udén Johansson) – 05:50 \| 1–0 \| \| \| \| 1–1 \| 06:21 – Han S. (Park J.) (PP) \| \| Alasalmi (Nylén Persson, Borgqvist) (PP) – 19:37 \| 2–1 \| \| \| Grahm (Rask, Nordin) – 36:27 \| 3–1 \| \| \| Svedin (Johansson, Hjalmarsson) – 43:05 \| 4–1 \| \| \| Rask (Lindh) – 49:31 \| 5–1 \| \| \| Johansson (Borgqvist, Hjalmarsson) – 57:19 \| 6–1 \| \| |                               |                               |                         | Trọng tài: Drahomira Fialova Aina Hove Trọng tài biên: Jenni Heikkinen Nataša Pagon |
| 6 phút | Số phút bị phạt               | 4 phút                        |                         | Trọng tài: Drahomira Fialova Aina Hove Trọng tài biên: Jenni Heikkinen Nataša Pagon |
| 40 | Số cú đánh                    | 16                            |                         | Trọng tài: Drahomira Fialova Aina Hove Trọng tài biên: Jenni Heikkinen Nataša Pagon |
| Küller (Rask, Udén Johansson) – 05:50 | 1–0                           |                               |                         | Trọng tài: Drahomira Fialova Aina Hove Trọng tài biên: Jenni Heikkinen Nataša Pagon |
| | 1–1                           | 06:21 – Han S. (Park J.) (PP) |                         | Trọng tài: Drahomira Fialova Aina Hove Trọng tài biên: Jenni Heikkinen Nataša Pagon |
| Alasalmi (Nylén Persson, Borgqvist) (PP) – 19:37 | 2–1                           |                               |                         | Trọng tài: Drahomira Fialova Aina Hove Trọng tài biên: Jenni Heikkinen Nataša Pagon |
| Grahm (Rask, Nordin) – 36:27 | 3–1                           |                               |                         |                                                                                     |
| Svedin (Johansson, Hjalmarsson) – 43:05 | 4–1                           |                               |                         |                                                                                     |
| Rask (Lindh) – 49:31 | 5–1                           |                               |                         |                                                                                     |
| Johansson (Borgqvist, Hjalmarsson) – 57:19 | 6–1                           |                               |                         |                                                                                     |